# Musée Wellington
Le musée Wellington est une ancienne auberge dans laquelle le duc de Wellington établit son quartier général la veille de la bataille de Waterloo et qui est aujourd'hui convertie en musée.

## Localisation
Le musée Wellington se situe au 147 de la chaussée de Bruxelles, en face de l'église Saint-Joseph, sur le territoire de la commune de Waterloo, dans la province du Brabant wallon en Belgique.

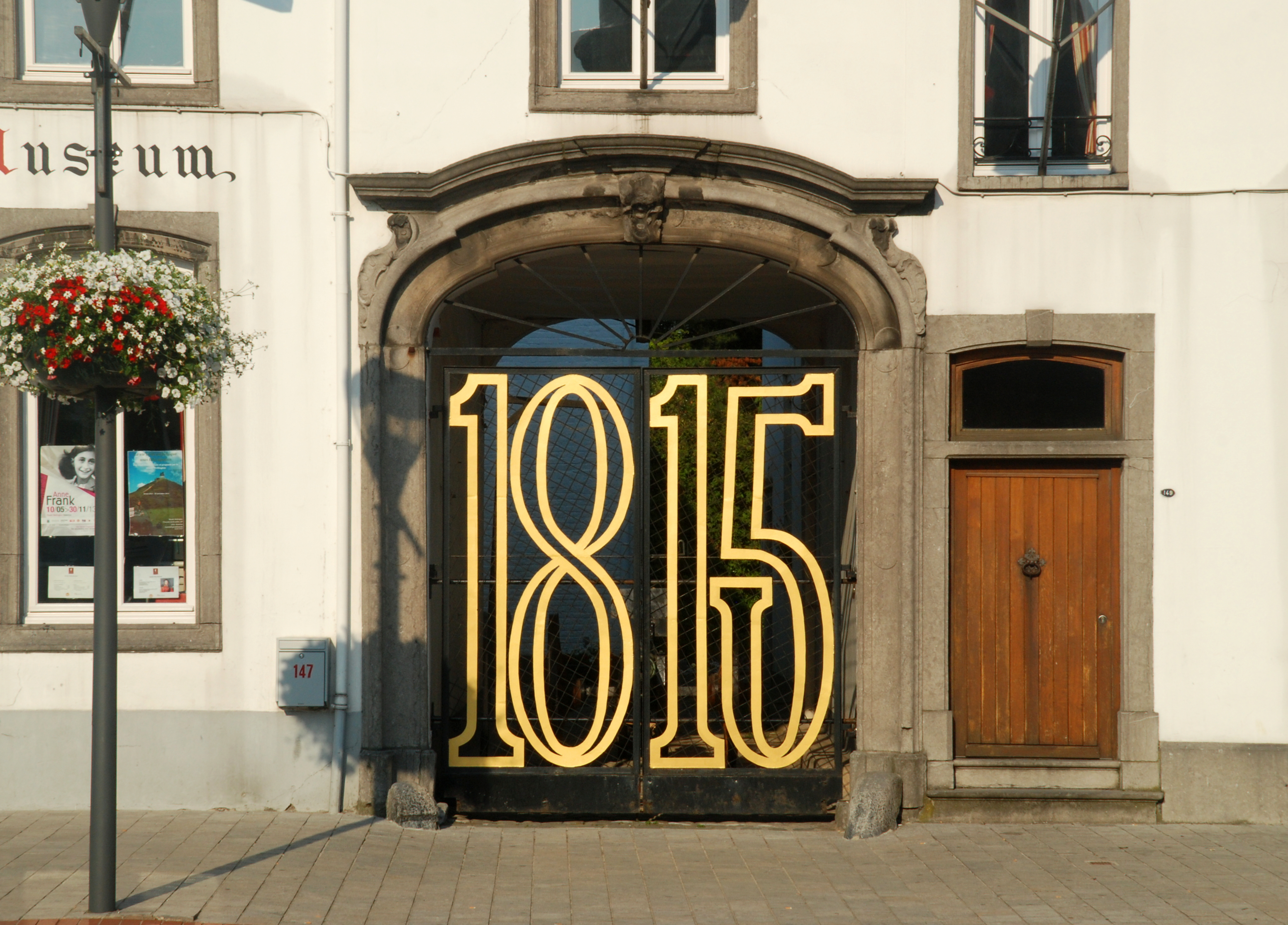
La porte cochère.

## Historique

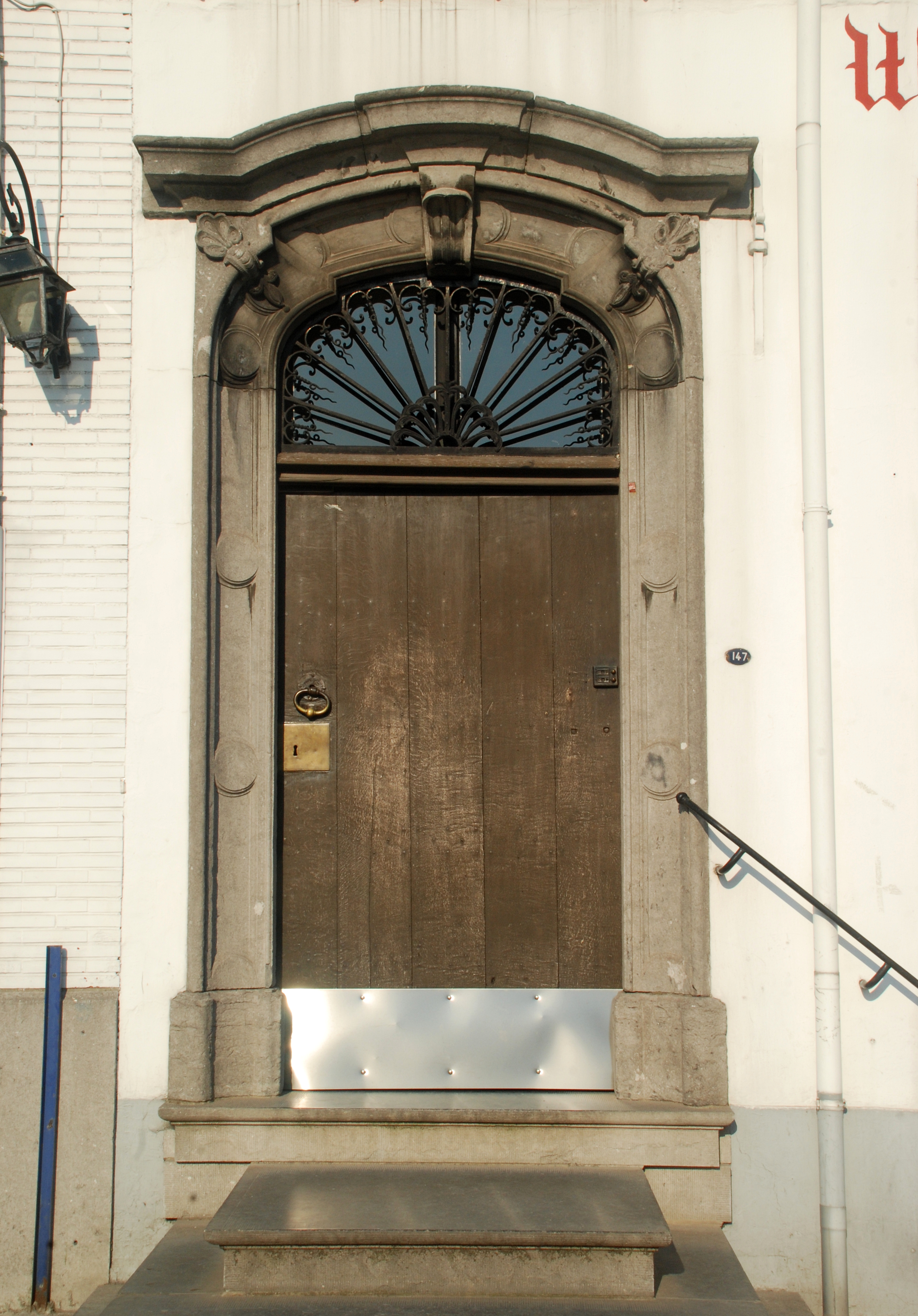
La porte d'entrée.

Situé sur la route reliant Bruxelles à Charleroi, le bâtiment fut successivement habitat, auberge, relais puis musée.
L'auberge Bodenghien, datant de 1705, devint un relais de poste aux chevaux en 1777.
Sa situation géographique et les services qu'elle offrait la firent choisir par l'état-major britannique pour y loger les services du quartier général du duc de Wellington, commandant en chef des armées coalisées. Ce dernier y passa les nuits des 17 et 18 juin 1815 et y rédigea son communiqué de victoire,.
La totalité du bâtiment principal du musée Wellington ainsi que l'ensemble formé par cet édifice et ses abords sont classés comme monument historique depuis le 12 octobre 1981.

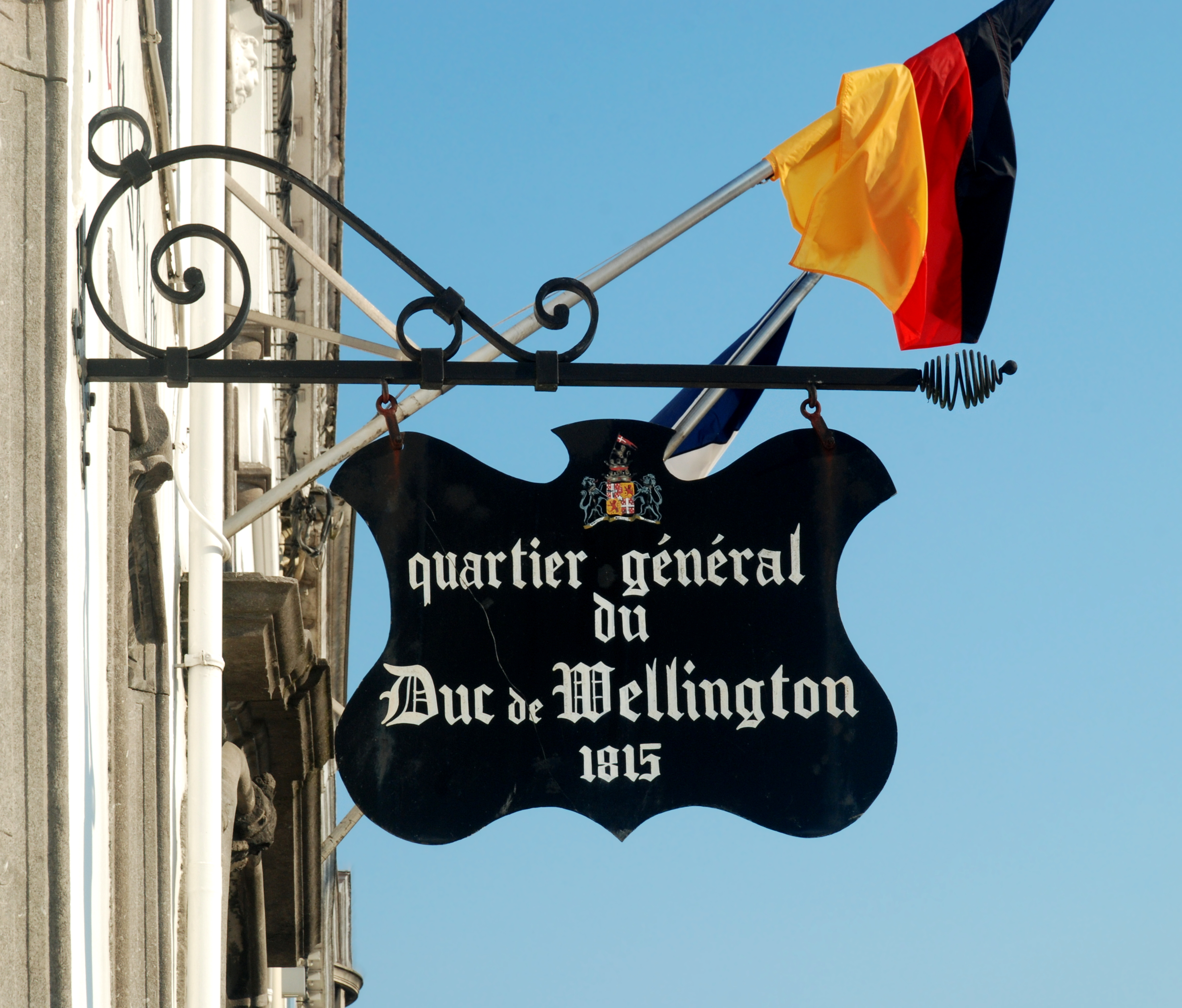
L'enseigne.

## Architecture
Le bâtiment présente une longue façade asymétrique de neuf travées composée de quatre parties se différenciant par la toiture, le soubassement, la maçonnerie, la forme et l'encadrement des fenêtres et l'ornementation :
- les trois parties de gauche sont unies sous une même toiture d'ardoises tandis que la partie de droite est couverte d'un toit de tuiles ;

- les trois parties de droite présentent une maçonnerie enduite et peinte en blanc alors que la partie de gauche est faite de briques peintes en blanc ;

- les deux parties extrêmes possèdent un soubassement en pierre bleue tandis que celui de la partie centrale (hors porte cochère) est fait de maçonnerie enduite peinte en gris clair ;

- les trois parties de gauche sont percées de fenêtres simples à encadrement de pierre bleue mouluré et arc surbaissé alors que la partie de droite possède des fenêtres tripartites à encadrement plat ;

- la partie haute des façades ne présente aucun ornement à gauche mais elle est ornée d'arc surbaissés à droite et de cache-boulins à tête de lion au-dessus de la porte cochère.

La façade est ornée en son centre d'une remarquable porte cochère de style rococo (style baroque de l'époque de Louis XV). Cette porte cochère présente un encadrement en pierre bleue imposant mais élégant. Les piédroits moulurés, protégés à leur base par des chasse-roues en pierre, sont surmontés d'impostes sculptées de feuillages. Ces impostes supportent un arc chantourné sommé d'une clé d'arc saillante. La baie d'imposte est protégée par une grille en fer forgé ornée d'un motif rayonnant et surmontée d'un puissant larmier convexe, réalisé également en pierre bleue.
La porte d'entrée principale présente une décoration rococo similaire à celle de la porte cochère : la grille en fer forgé qui protège sa baie d'imposte est cependant nettement plus ouvragée.

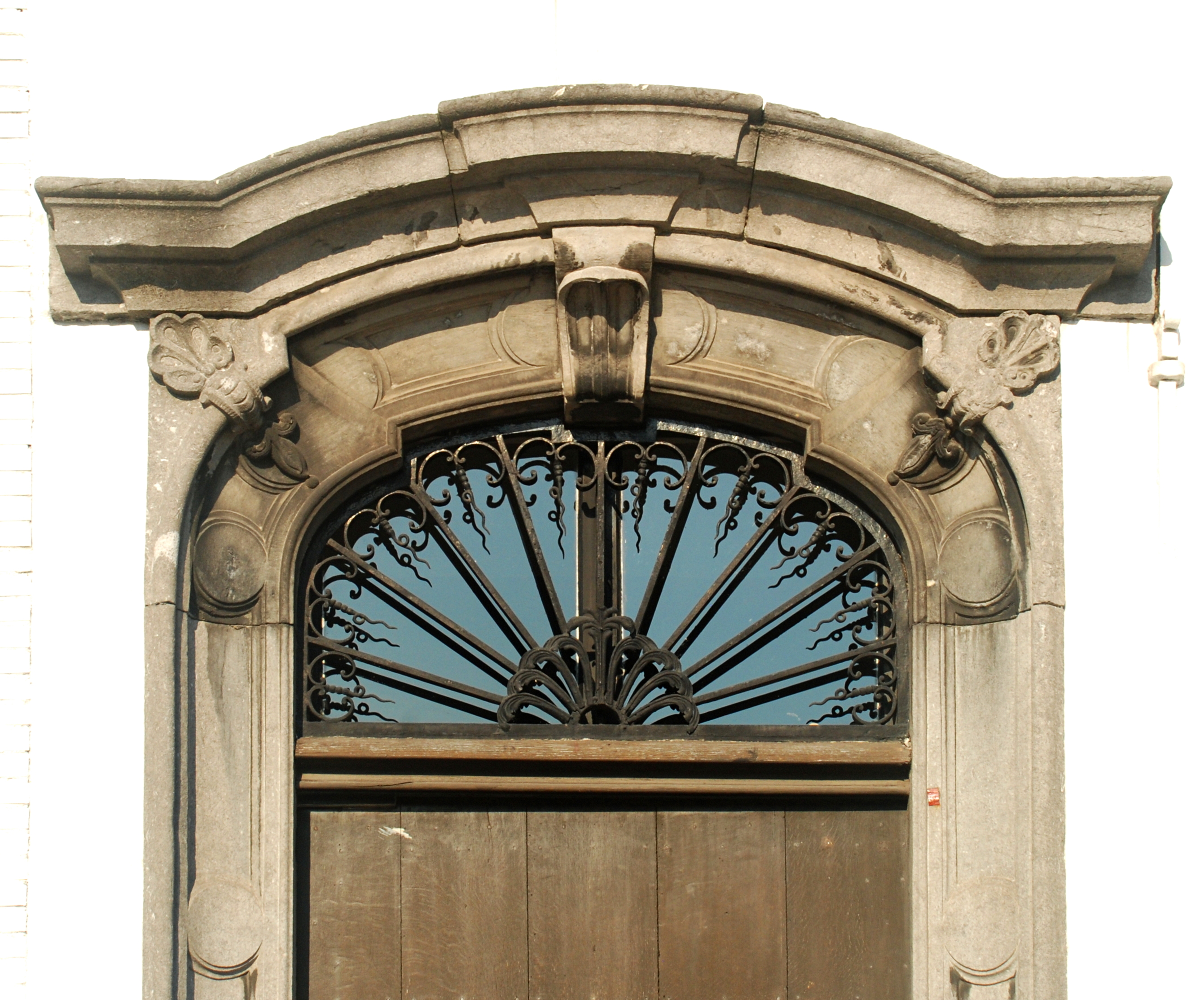
La baie d'imposte de style rococo de la porte d'entrée principale.
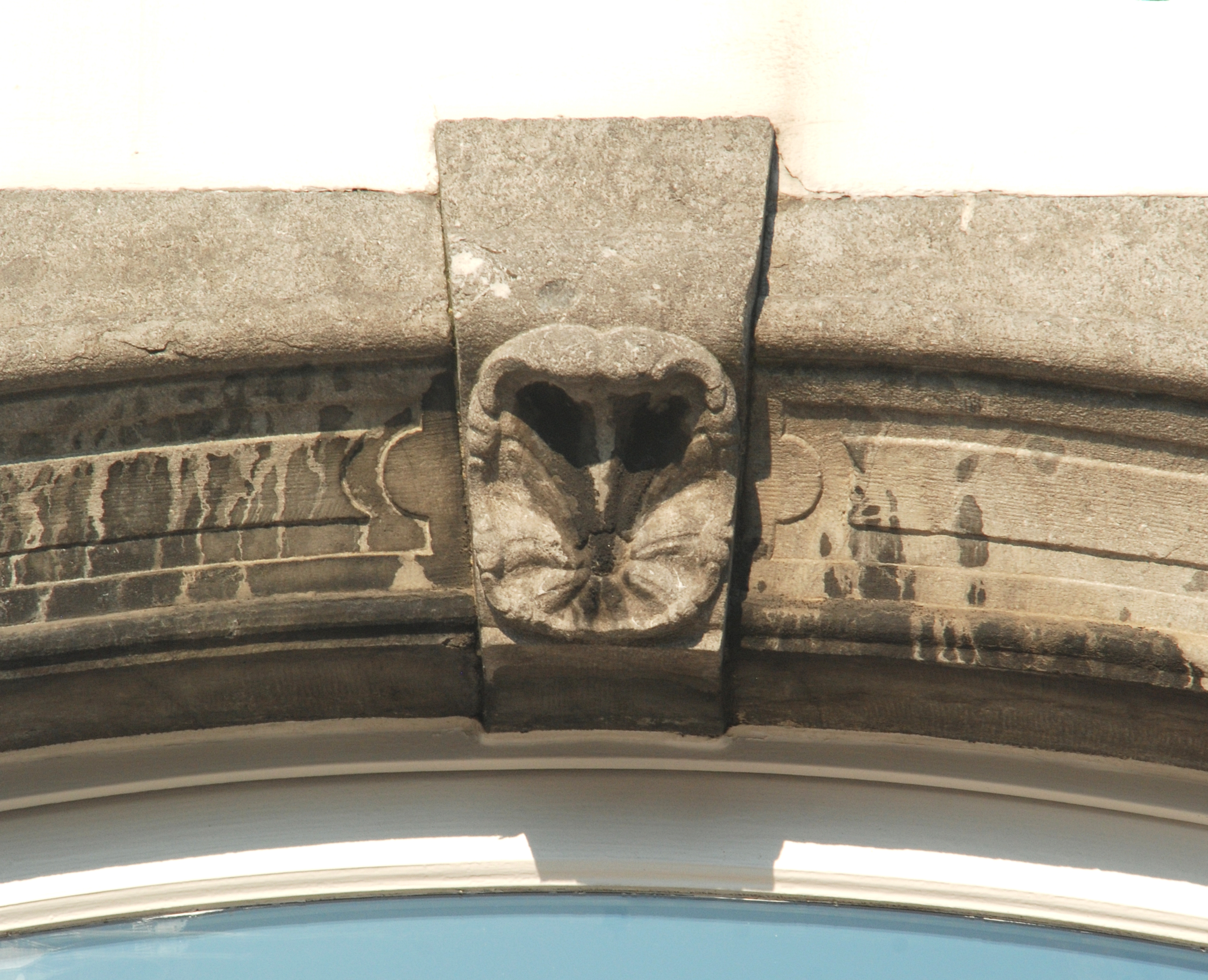
Clé d'arc d'une fenêtre.
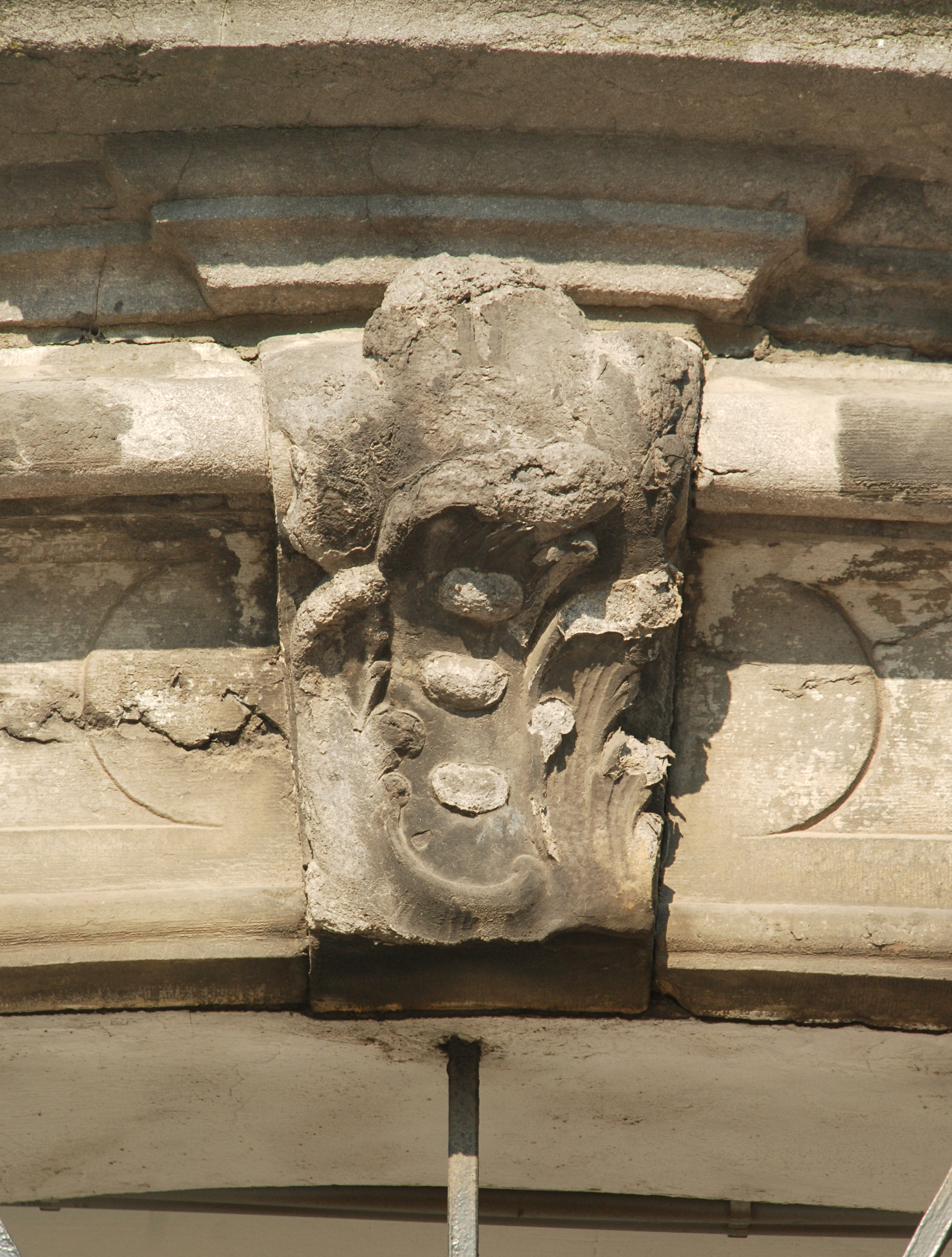
Clé d'arc de la porte cochère.
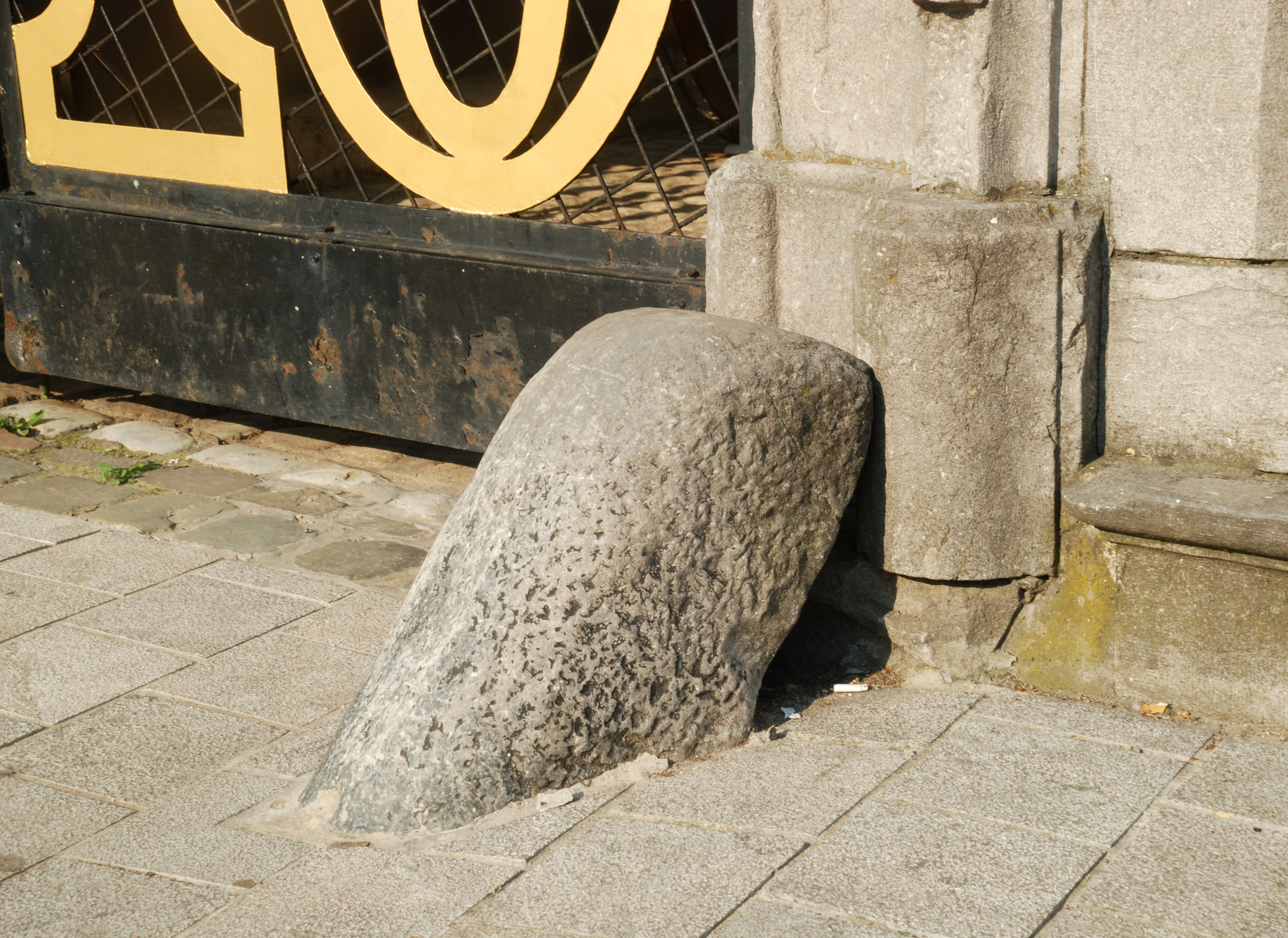
Chasse-roue de la porte cochère.

## Musée
Le musée compte une quinzaine de salles qui présentent des armes, des portraits de Wellington, la prothèse de jambe de Lord Uxbridge (atteint au genou droit lors de la bataille et amputé d'une jambe), des drapeaux, une maquette de la Butte du Lion, la malle cantine du chef d'état-major de l'armée néerlandaise, etc…
Depuis septembre 2024, le musée présente une nouvelle scénographie qui intègre sa riche collection à des éléments audiovisuels immersifs. La scénographie a été conçue pour rendre l'expérience immersive avec certaines parties interactives et une sonorisation dans les salles.  Le musée se positionne comme pôle scientifique, avec une sélection de pièces originales et de grande qualité. dont certaines sont prêtées par le Royal Armouries Museum, les Musées Royaux d'Art et d'Histoire, le War Heritage Institute ou encore le Bundeswehr Museum.
Le musée est inclusif, avec l'aménagement de rampes d'accès, d'espaces de circulation plus adaptés et même d'un ascenseur pour les personnes à mobilité réduite.